# Międzynarodowe Stowarzyszenie Prawników
Międzynarodowe Stowarzyszenie Prawników (ang. The International Bar Association, IBA) – międzynarodowe stowarzyszenie prawników o zasięgu ogólnoświatowym, wspierające rozwój praworządności.
Założone 17 lutego 1947 w Nowym Jorku, skupia ponad 80 tys. prawników oraz ponad 190 organizacji oraz społeczności prawniczych w 170 krajach. 